# Liste der Naturdenkmale in Gimbweiler
Die Liste der Naturdenkmale in Gimbweiler nennt die im Gemeindegebiet von Gimbweiler ausgewiesenen Naturdenkmale (Stand 15. Juli 2013).

## Naturdenkmale
| Nr.         | Bezeichnung | Lage                                          | Beschreibung    | Bild                                    |
| ----------- | ----------- | --------------------------------------------- | --------------- | --------------------------------------- |
| ND-7134-418 | Windbuchen  | östlich des Ortes; Flur Bei der Windbuch Lage | Fagus sylvatica | Direkt Bild zu diesem Denkmal hochladen |